# Prüfdruck (Gaswesen)
Der Prüfdruck (PT: test pressure) ist die Höhe des Druckes bei der Durchführung einer Festigkeitsprüfung. 

## Beschreibung
An einem druckbeaufschlagten Bauteil (Druckbehälter, Rohrleitung, Dampfkessel, druckhaltendes Ausrüstungsteil wie Ventile, Filter usw.) wird eine Druckprüfung durchgeführt, um eine ausreichende Reserve der Festigkeit für den Betriebszustand nachzuweisen. Der angewandte Prüfdruck liegt daher immer über dem maximal zulässigen Betriebsdruck (PS). Aufgrund des höheren Druckes werden die Werkstoffe bis nahezu an ihre Streckgrenze belastet. (Bei der Auslegung der Bauteile werden entsprechende Sicherheitsfaktoren berücksichtigt.) 
Außerdem werden bei der Bestimmung des Prüfdruckes die geringeren Werkstoffbelastungen bei Raumtemperatur gegenüber der Werkstoffbelastung bei Betriebstemperatur berücksichtigt. 
Druckprüfungen unter Verwendung von Gasen stellen aufgrund der Kompressibilität eine besondere Gefahr dar. Sie werden darum meist mit geringeren Prüfdrücken durchgeführt. In diesen Fällen werden aber zusätzliche zerstörungsfreie Prüfungen gefordert (z. B. Durchstrahlungsprüfung, Ultraschallprüfungen der Schweißverbindungen).
Angaben für die Ermittlung des Prüfdrucks sind normalerweise im angewandten technischen Regelwerk enthalten.

## Beispiele
Beispiele für Angaben in Regelwerken zur Ermittlung des Prüfdruckes:
- Druckgeräterichtlinie: Der höhere Wert von PT1 = 1,43 * PS und {\displaystyle PT_{2}=1,25\cdot PS\cdot {\frac {K_{20\,^{\circ }C}}{K_{TS_{max}}}}} ist maßgebend (darin ist der Bruch das Verhältnis des Festigkeitskennwerts  {\displaystyle K_{20\,^{\circ }C}} bei Raumtemperatur zum Wert {\displaystyle K_{TS_{max}}} bei maximaler Betriebstemperatur).
- EN 13445 Unbefeuerte Druckbehälter: siehe Angaben Druckgeräterichtlinie
- AD 2000 Merkblatt HP 30: siehe Angaben Druckgeräterichtlinie.

## Anwendungen
Bei den wiederkehrenden Prüfungen (Festigkeitsprüfungen) an überwachungsbedürftigen Anlagen im Rahmen der Betriebssicherheitsverordnung wird die Höhe des Prüfdruckes nach den anzuwendenden technischen Regeln wie den Technischen Regeln für Betriebssicherheit (TRBS) bestimmt.
Es kann auch sein, dass bei Anlagenteilen nur Dichtheitsprüfungen durchgeführt werden, um eine ausreichende Dichtheit lösbarer Verbindungen nachzuweisen. Dieses sind keine Festigkeitsprüfungen und können daher mit Prüfdrücken unterhalb des zulässigen Betriebsdrucks durchgeführt werden.